# Sveriges Television
Sveriges Television AB (skraćeno SVT) naziv je švedske nacionalne televizijske kuće sa sjedištem u Stockholmu. Ta se televizija financira obaveznom pretplatom koju plaćaju svi vlasnici televizijskih prijemnika.
SVT je javno poduzeće kojim upravlja nezavisna zaklada Förvaltningsstiftelsen för Sveriges Radio AB. Članovi te zaklade su političari koje delegira švedska vlada, a zaklada dobiva novac od posebne pretplate čiju visina određuje državni parlament.
SVT je od osnutka 1956. imao monopol u emitiranju zemaljskog programa, sve do 1992. godine kad je komercijalna televizija TV4 počela svoje zemaljsko emitiranje. Švedska televizija je i dalje najveća i najgledanija televizija u Švedskoj.

## Vanjske poveznice

### Sestrinski projekti
|  | Zajednički poslužitelj ima još gradiva o temi Sveriges Television |

### Mrežna sjedišta
- Službena stranica